# Cristinel C. Popa
Cristinel C. Popa, născut pe 10 iunie 1967, la Huși, este un jurnalist român. De asemenea, este cunoscut și ca poet, pictor și matematician, absolvent in cercetare matematica la Universitatea "Al. I. Cuza" din Iași. Colaborand la zeci de publicatii, el a fost angajat cea mai lunga perioada de timp la Jurnalul Național (2005-2018). A debutat in presa la revista "Opinia studentească", alături de nume grele ale jurnalisticii românești ca: Bogdan Lupescu, Daniel Șandru, acad. Daniel Condurache,  Cătălin Chirila, Răzvan Chiruță, Mihai Ghiduc, Radu Țuțuianu, Gabriel Jugaru și mulți alții. Specializat în genul reportaj, el a primit și Premiul Special pentru Reportaj acordat de Clubul de Presă, din juriu făcând parte monstri sacri ai ziaristicii românești, ca Marius Tuca, Cornel Nistorescu, Cristian Tudor Popescu și mulți alții. De asemenea, jurnalistul Cristinel C. Popa a publicat patru cărți de poezie, la edituri prestigioase, ca Junimea, Tracus Arte, Contact international.   A realizat și zeci de tablouri (pictura), unele dintre ele fiind expuse la expoziții prestigioase din Marea Britanie, unde este membru a doua mari asociații profesionale de arte vizuale. Pentru o perioada, 2019-2023, Cristinel C. Popa a activat si ca profesor de matematica în UK. Este editor corespondent al revistei literare Contact internațional alături de nume cunoscute ca Valeriu Matei, Matei Visniec, acad. Theodor Codreanu, acad. Liviu Pendefunda, Dinu Flamand etc. Este colaborator al revistei internaționale Newsweek. 